# Muñomer del Peco
Muñomer del Peco – gmina w Hiszpanii, w prowincji Ávila, w Kastylii i León, o powierzchni 10,09 km². W 2011 roku gmina liczyła 139 mieszkańców.